# Germanische Stammesverfassung
Die germanische Mythologie kennt zwar eine Art Hierarchie unter den Göttern, an deren Spitze Odin steht, doch sind insbesondere die Sachsen ein gutes Beispiel für ein germanisches Volk, das trotz häufiger Kriege mit Nachbarstämmen bis in die Zeit Karls des Großen hinein an einer königslosen Verfassung festgehalten hat.
Dennoch ist der historische Befund deutlich, dass die meisten germanischen Völker in der Zeit des Kontakts mit dem Römischen Reich bzw. der Völkerwanderung zu einer monarchischen Verfassung wechselten, möglicherweise gerade mit Blick auf das römische Vorbild mit seinen Caesaren. Fassbar wird dies etwa bei den Cheruskern, die offenbar erst mit Arminius, dem das römische Staatswesen vertraut war, den Übergang zum Königtum durchmachten. Nicht in jedem Fall war dieses erblich. Oft musste der König seine Tauglichkeit im Kampf mit Nachbarvölkern bewähren und konnte bei Versagen abgesetzt werden. In jedem Fall dominierte die Rolle als Anführer eines Volksheeres (Heereskönigtum), wobei auch eine Tendenz zur Sakralisierung besteht: Die Konstruktion einer genealogischen Verbindung zu Göttern und Helden der germanischen Mythologie oder etwa bei den Merowingern zu den trojanischen Königen sowie die Idee eines Königsheils dienten der Legitimation der königlichen Herrschaft.
Je nach sozialer Differenzierung des betreffenden Volkes erfolgte die Wahl durch eine allgemeine Volks- (Heeres-)versammlung oder durch den Adel. Zu berücksichtigen ist dabei allerdings auch, dass die Ethnogenese vor allem in den Jahrhunderten vor der Völkerwanderung ein komplexer Prozess war: Einzelstämme schlossen sich zusammen, um gegen Nachbarn besser gewappnet zu sein Franken, Alamannen; andere Stämme trennten sich im Laufe weiter Wanderungen: Sweben in norddeutsche und spanische Sweben, Goten in Ostgoten und Westgoten. Das hatte Auswirkungen auf die Organisation der Spitze dieser Völker. Von besonderer Bedeutung ist auch die Funktion als Gerichtsherr; um 500 waren es z. B. die Könige der Franken, West- und Ostgoten, die die jeweiligen Volksrechte kodifizieren ließen.
In der Zeit der spätantiken Völkerwanderung erleben wir dann bei den großen Stämmen meist ein gefestigtes Erbkönigtum, das übrigens auch die Religion des Volkes entscheidend bestimmte. So hielten die Goten lange Zeit am Arianismus ihrer Anführer fest, während die Franken nach der katholischen Taufe Chlodwigs I. diesem Akt in Massentaufen Folge leisteten. Bei den Staatsbildungen auf vormals römischem Boden erleben wir relativ stabile Dynastien, die sich über mehrere Generationen halten; doch können sich manchmal auch Rivalen aus dem Adel durchsetzen. Wie sehr sich der Anspruch des germanischen Königstitels in dieser Zeit durchgesetzt hatte, zeigt sich 369 in dem Treffen zwischen dem König der gotischen Terwingen Athanarich und dem oströmischen Kaiser Valens auf der Donau, als der Gotenkönig mit dem lateinischen rex angesprochen wurde und empört den niedrigen Rang des germanischen reiks verstand.
Nach dem Ende der Spätantike machten die germanischen Gesellschaften eine Entwicklung vom Stammeskriegertum zum feudalen Personenverbandsstaat durch, der sich in der Entwicklung der Lehenspraxis zeigt und mit der eine zunehmende Schichtung der Gesellschaft einherging. Zeitlich versetzt setzte dieser Prozess auch bei den nördlichen und östlichen Randvölkern ein, etwa in den angelsächsischen Kleinkönigreichen. Lediglich bei den Sachsen des heutigen Norddeutschlands ist die erwähnte Besonderheit festzuhalten. Zwar gab es auch hier einen Adel, doch waren die Bauernkrieger kaum weniger bedeutend. In der Auseinandersetzung mit dem Frankenreich erstand dann in Widukind eine Art Heerkönig, doch sorgte die fränkische Eroberung bald für die Eingliederung in das bestehende feudale Gefüge.
Als letzte Gruppe der Germanen rückten die Wikinger in das Licht der Geschichte; für deren Frühzeit fehlen uns die Quellen. Die Art der Kriegführung – Plünderungszüge durch Flottenangriffe – förderte aber die Herausbildung von Heeres- bzw. Seekönigen, die in der Lage waren, den Bau und den Einsatz solcher Schiffe zu organisieren und zu finanzieren. Die Wikingergesellschaft kannte auch Kleinkönige, die in relativ begrenzten Gebieten eine Herrschaft ausübten.
Zur Terminologie ist ohnehin zu sagen, dass sie oft recht unscharf ist. Im römischen Sprachgebrauch blieben die Begriffe Caesar und Imperator dem eigenen Reich vorbehalten, während die Anführer der „Barbaren“ Dux oder Rex genannt wurden. Ersteres (wörtlich „Führer“, vgl. „Duce“) war die Bezeichnung von Heeresführern meist kleinerer Stämme. Historisch hat sich aus dieser Bezeichnung der Titel „Herzog“ (asächs.: heritogo, aengl.: heretoga) entwickelt, vgl. auch das englische „Duke“ und „Dukat“. Rex dagegen war die Bezeichnung der Häupter der größeren Völker und entsprach damit dem späteren Begriff „König“. Zu bedenken ist aber, dass es auch Zwischenstufen und fließende Übergänge gab, etwa „Unterkönige“ für Teilreiche.